# Ladenbergia stenocarpa
Espèce
Synonymes
- Buena stenocarpa (Lamb.) Wedd.[1]
- Cascarilla stenocarpa (Lamb.) Wedd.[1]
- Cinchona stenocarpa Lamb.[1]

Statut de conservation UICN

 VU D2 : Vulnérable
Ladenbergia stenocarpa est une espèce de plantes de la famille des Rubiaceae.

## Publication originale
- Getreue Darstellung und Beschreibung der in der Arzneykunde Gebräuchlichen Gewächse 14(2): sub t. 15. 1846.